# Grof
Grof, scris în maghiară Gróf, (din germană Graf), este denumirea regională a titlului de conte. În România termenul este folosit în special cu referire la conții maghiari din Transilvania și Banat.